# Kolbeinstveit
Kolbeinstveit är en museigård i Suldal kommun i Rogaland fylke i Norge. Gården är från 1850.
Kolbeinstveit ägdes under en period av stortingsrepresentanten Lars Olsson Kolbenstvedt (1800–1876). Hans son Njeld Kolbenstvedt (1828–1900), som övertog gården, var också stortingsman. Han överlät i sin tur gården  till Lars Njeldsson Kolbenstvedt. Numera är gården ett museum och ingår i Ryfylkemuseet.

## Guggedalsloftet
På gården står också Guggedalsloftet, ett härbre som är daterat att vara från 1281. Det har stått på gården Guggedal i Bråtveit vid Suldalsvatnet i Suldals kommun. Det flyttades på 1930-talet till Mosvatnet i Stavanger, där det skulle ingå i planerat friluftsmuseum. På 1950-talet flyttades härbret tillbaka till Suldal och placerades på Kolbeinstveits museigård. 

## Bildgalleri

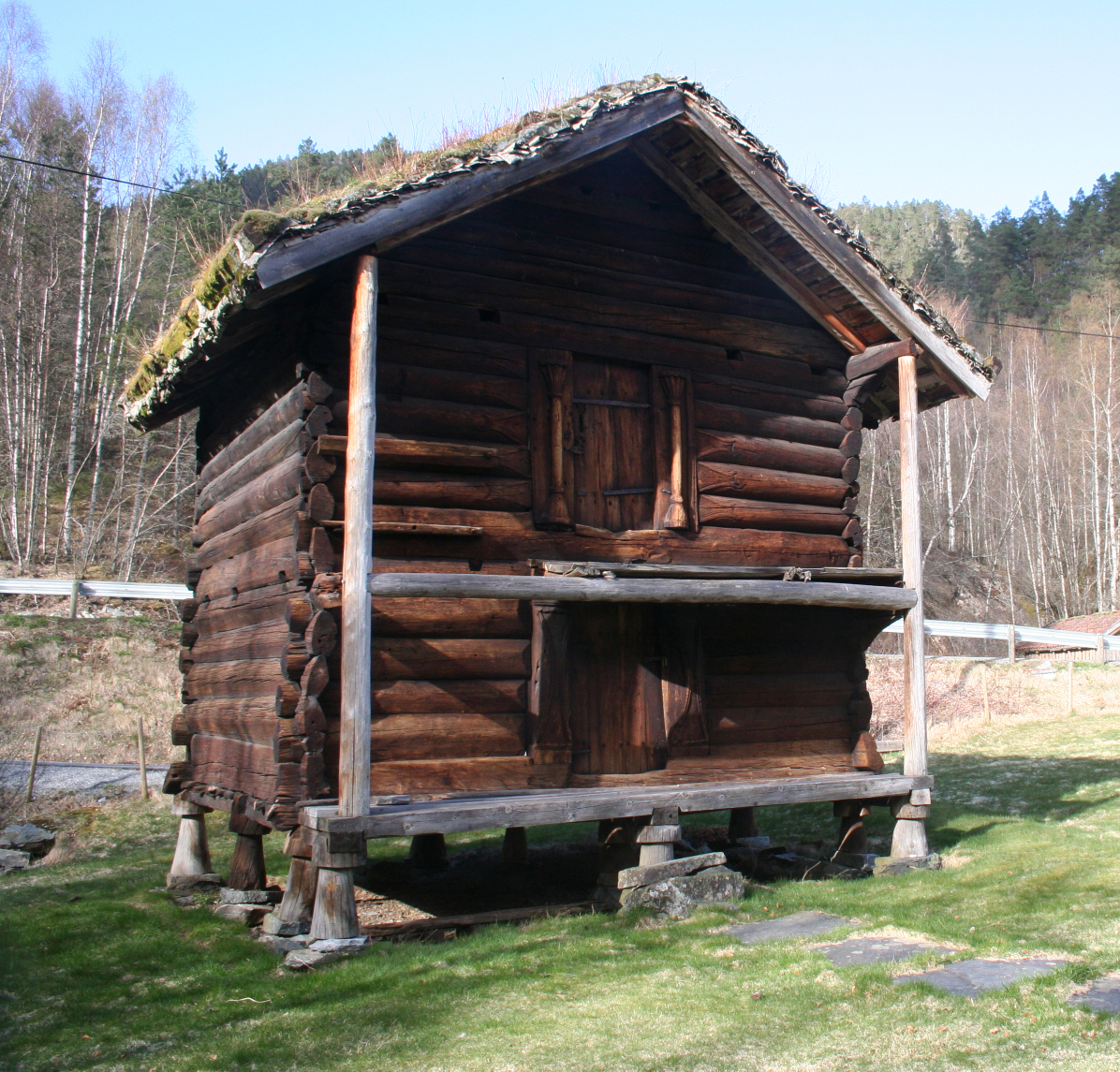
Guggedalsloftet
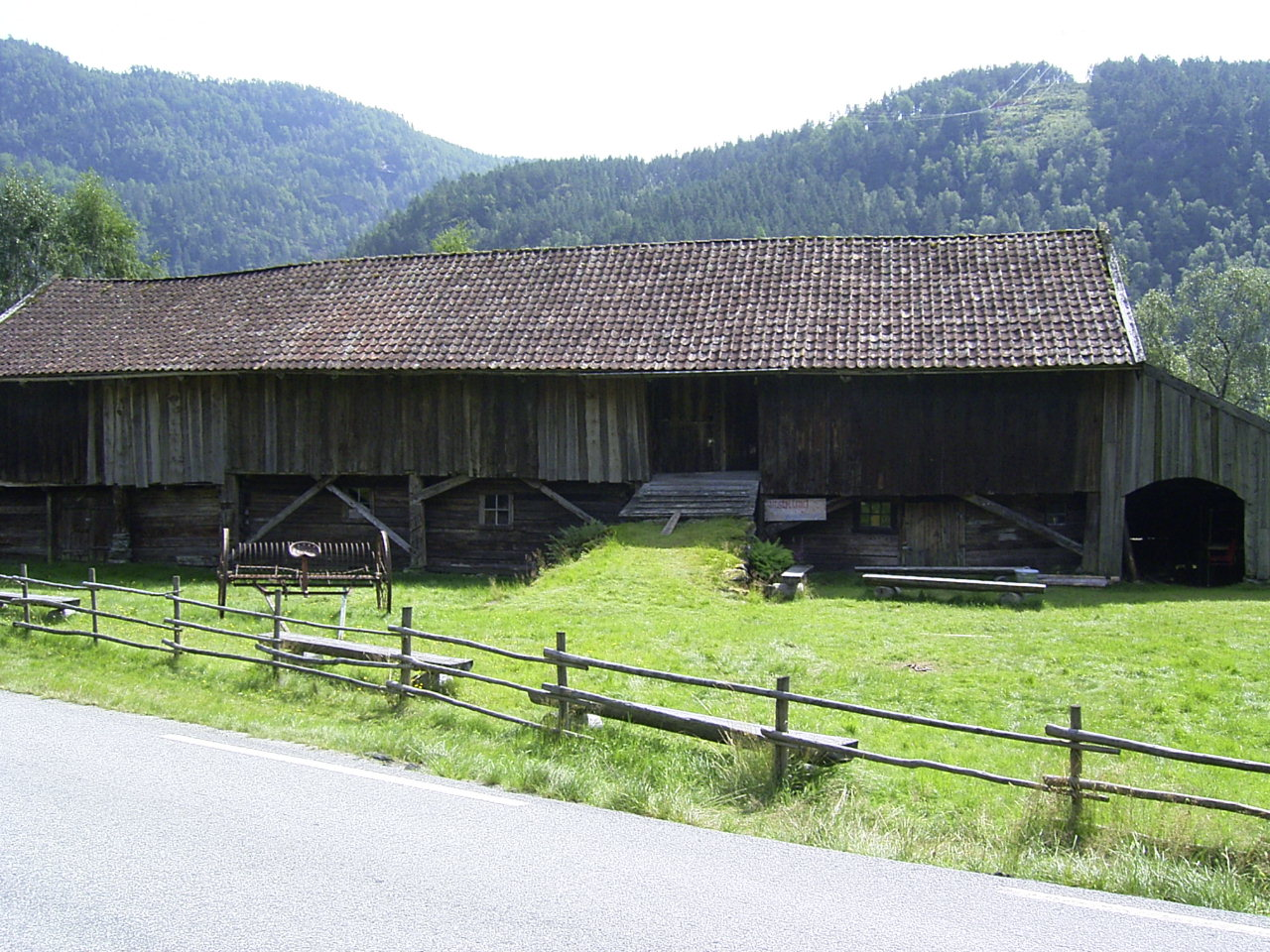
Kolbeinstveits lada